# Вампугол
Вампу́гол — деревня в России, находится в Нижневартовском районе Ханты-Мансийского автономного округа — Югры. Располагается на межселенной территории, в прямом подчинении Нижневартовскому муниципальному району.
Население на 1 января 2008 года составляло 139 человек.
Почтовый индекс — 628621, код ОКАТО — 71119900000.

## Статистика населения
| Год  | Численность постоянного населения (среднегодовая) |
| ---- | ------------------------------------------------- |
| 2002 |                                                   |
| 2008 | 139                                               |
| 2010 |                                                   |

## Климат
Климат резко континентальный, зима суровая, с сильными ветрами и метелями, продолжающаяся семь месяцев. Лето относительно тёплое, но быстротечное.